# Шейкер-Гайтс
Шейкер-Гайтс (англ. Shaker Heights) — місто (англ. city) в США, в окрузі Каягога штату Огайо. Населення — 28 448 осіб (2010).

## Географія
Шейкер-Гайтс розташований за координатами 41°28′34″ пн. ш. 81°32′57″ зх. д. / 41.47611° пн. ш. 81.54917° зх. д. (41.476101, -81.549200).  За даними Бюро перепису населення США в 2010 році місто мало площу 16,38 км², з яких 16,27 км² — суходіл та 0,11 км² — водойми.

## Демографія
Згідно з переписом 2010 року, у місті мешкало 28 448 осіб у 11 840 домогосподарствах у складі 7716 родин. Густота населення становила 1737 осіб/км².  Було 13318 помешкань (813/км²).
Расовий склад населення:
| - 55,0 % — білих - 37,1 % — чорних або афроамериканців - 4,6 % — азіатів - 0,1 % — корінних американців |

До двох чи більше рас належало 2,7 %. Частка іспаномовних становила 2,2 % від усіх жителів.
За віковим діапазоном населення розподілялося таким чином: 26,7 % — особи молодші 18 років, 57,8 % — особи у віці 18—64 років, 15,5 % — особи у віці 65 років та старші. Медіана віку мешканця становила 40,9 року. На 100 осіб жіночої статі у місті припадало 82,5 чоловіків;  на 100 жінок у віці від 18 років та старших — 77,2 чоловіків також старших 18 років.
Середній дохід на одне домашнє господарство  становив 127 513 долари США (медіана — 77 739), а середній дохід на одну сім'ю — 163 853 долари (медіана — 106 659). Медіана доходів становила 81 598 доларів для чоловіків та 53 932 долари для жінок. За межею бідності перебувало 8,6 % осіб, у тому числі 10,2 % дітей у віці до 18 років та 6,9 % осіб у віці 65 років та старших.
Цивільне працевлаштоване населення становило 13 486 осіб. Основні галузі зайнятості: освіта, охорона здоров'я та соціальна допомога — 42,3 %, науковці, спеціалісти, менеджери — 13,3 %, фінанси, страхування та нерухомість — 9,6 %, виробництво — 8,1 %.